# Lygia Fagundes Telles

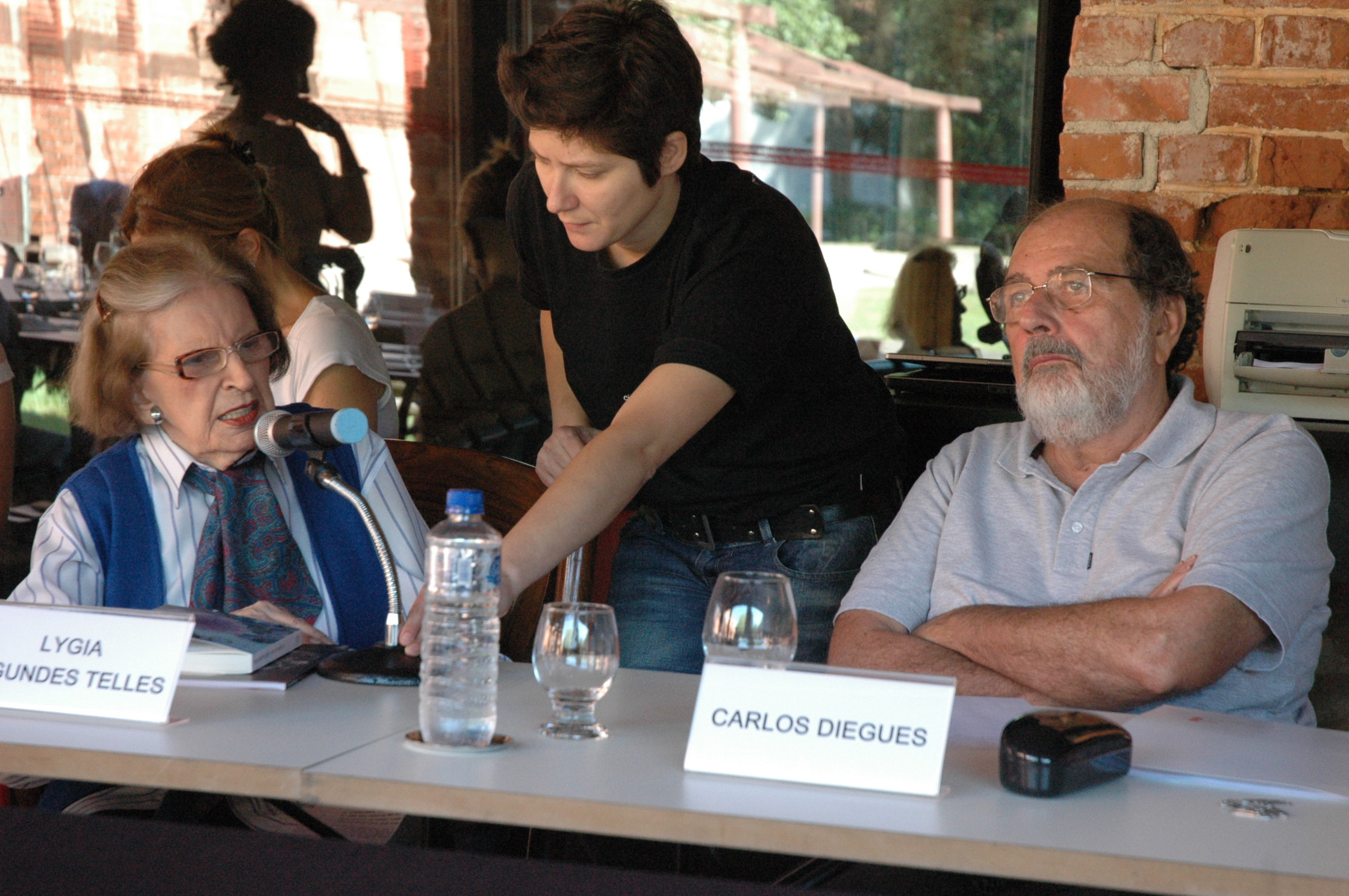
Lygia Fagundes Telles (vlevo, 2010)

Lygia Fagundes Telles (19. dubna 1923, São Paulo, Brazílie – 3. dubna 2022, São Paulo) byla brazilská spisovatelka, členka Brazilské literární akademie (Academia Brasileira de Letras) a také držitelka Camõesovy ceny za rok 2005.

## Biografie
Její otec byl advokát, právník Durval de Azevedo Fagundes a její matkou byla pianistka Maria do Rosário de Azevedo (Zazita).

## Publikační činnost

### České překlady
Do češtiny byly dle NK ČR přeloženy doposud následující knihy:
- Temná noc a já. 1. vyd. Praha: Mladá fronta, 2003. 139 S. Překlad: Pavla Lidmilová. (Výběr povídek)
- Před zeleným bálem. 1. vyd. Praha: Odeon, 1984. 247 S. Překlad a doslov: Pavla Lidmilová. (Výběr povídek)